# Pauline van der Wildt
Paulina Jacoba „Pauline” van der Wildt (ur. 29 stycznia 1944 w Schiedam) – holenderska pływaczka, brązowa medalistka olimpijska z Tokio.
Zawody w 1964 były jej jedynymi igrzyskami olimpijskimi i zajęła trzecie miejsce w sztafecie 4 × 100 metrów stylem dowolnym. Tworzyły ją ponadto Toos Beumer, Winnie van Weerdenburg i Erica Terpstra.